# Saúl Ñíguez
Saúl Ñíguez Esclápez, född 21 november 1994, mer känd som Saúl, är en spansk fotbollsspelare som spelar för Atlético Madrid. 
Saúls far José Antonio Ñíguez har varit fotbollsspelare. Även hans bröder Aarón Ñíguez och Jonathan Ñíguez är fotbollsspelare.

## Karriär
Den 1 juli 2017 skrev Saúl på ett nytt nioårskontrakt med Atlético Madrid. Den 31 augusti 2021 lånades Saúl ut av Atlético Madrid till Chelsea på ett säsongslån.